# Kleinobir
Kleinobir är en bergstopp i Österrike.   Den ligger i distriktet Völkermarkt och förbundslandet Kärnten, i den sydöstra delen av landet, 240 km sydväst om huvudstaden Wien. Toppen på Kleinobir är 1 948 meter över havet, eller 272 meter över den omgivande terrängen. Bredden vid basen är 1,5 km.
Terrängen runt Kleinobir är varierad. Runt Kleinobir är det ganska glesbefolkat, med 47 invånare per kvadratkilometer.. Närmaste större samhälle är Klagenfurt, 18,1 km nordväst om Kleinobir. 
I omgivningarna runt Kleinobir växer i huvudsak blandskog.